# La Marea (Piloña)
La Marea es una parroquia española del concejo de Piloña, perteneciente a la comunidad autónoma de Asturias. En 2023, tenía empadronados 56 habitantes.